# Сыту
Сыту — китайская фамилия (司徒, букв. «министр по массам», см. Сыма (фамилия)). Распространённая фамилия в Гонконге, Тайване, Гуанчжоу, в провинции Гуандун, также в городах Цзянмэнь, Кайпин, Цзянкоу и в провинции Чжэцзян.  
В древности это была одна из высших государственных должностей, входившая в тройку ключевых сановников (сань гун 三公) при императорском дворе. Сыту отвечал за образование, социальные нормы и воспитание подданных, что делало должность исключительно важной в конфуцианской системе управления. Со временем название должности трансформировалось в наследственную фамилию, что характерно для китайской традиции, где титулы часто становились родовыми именами.   

## Исторический контекст
- В эпоху династии Тан (618–907 гг.) Сыту входил в тройку высших сановников, наряду с Тайвэй (военный министр) и Сыкун (министр работ).
- При династии Суй (581–618 гг.) должность Сыту также сохраняла статус одной из ключевых в центральном правительстве, подчеркивая роль образования и морального управления[1].
- Упоминания о носителях фамилии встречаются в исторических хрониках, например, в текстах о сюннуском шаньюе Лю Юаньхае, где фигурирует урожденная Сыту — мать чиновника Чжан Цзюна[2].

## Географическое распространение
Фамилия Сыту наиболее распространена в южных провинциях Китая, таких как Гуандун, а также в Гонконге, Тайване и среди китайской диаспоры в США и Канаде. Например, деревня Сыту в городе Янчжоу (провинция Цзянсу) известна как место захоронения императора Суй Ян-ди.

## Известные Сыту
1. Сыту Хуа (司徒華) — политический деятель Гонконга, председатель Гонконгского Альянса поддержки патриотических демократических движений Китая. Родился в 1931 году, активно участвовал в общественных движениях во второй половине XX века.
2. Сыту Хун (司徒宏) — основатель Гуанчжоуской онкологической больницы и бывший руководитель мемориальной больницы Сунь Ят-сена. Его вклад в развитие медицины в Южном Китае остается значимым.
3. Сыту Чжао (司徒釗) — автор академического исследования «Связи между поколениями среди китайцев в Новой Зеландии» (1996). Его работы посвящены социокультурной адаптации китайских мигрантов.
4. Сыту в исторических хрониках  — в текстах династии Цзинь упоминается Сыту как мать чиновника Чжан Цзюна, что подчеркивает длительное присутствие фамилии в элитных кругах.  — в период Троецарствия (220–280 гг.) носители Сыту могли занимать высокие посты, хотя прямые упоминания в доступных источниках редки.

## Интересный факт
В эпоху династии Тан существовала должность Сыту, но сама фамилия могла присваиваться не только чиновникам, но и их потомкам, что способствовало её распространению. Это пример того, как административная система влияла на формирование социальной идентичности.